# Amt Grenzau

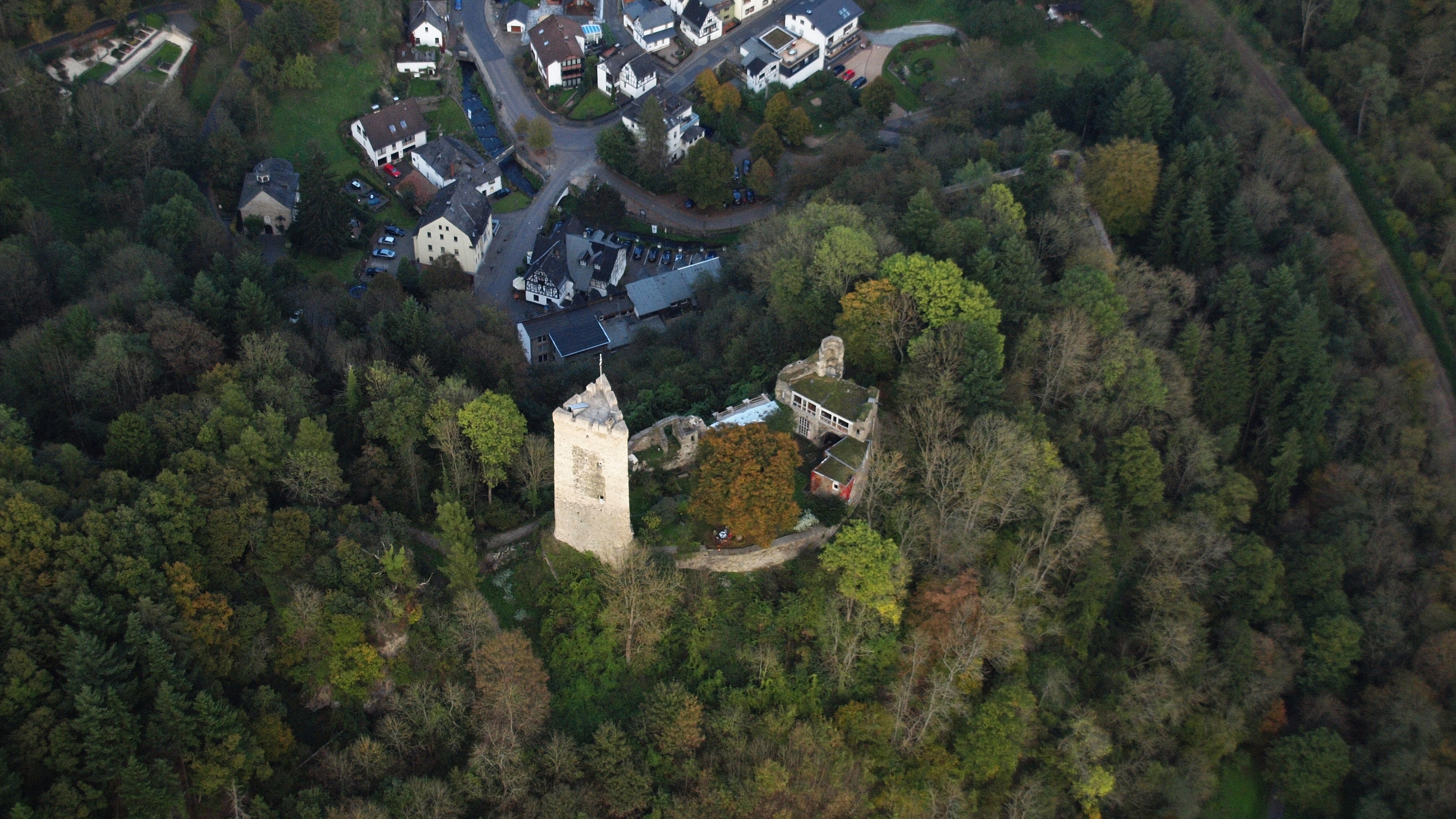
Burg Grenzau

Das Amt Grenzau war ein vom 13. Jahrhundert bis 1816 bestehender Verwaltungs- und Gerichtsbezirk mit Sitz in Grenzau. Er gehörte zunächst zur Grafschaft Nieder-Isenburg, dann zum Kurfürstentum Trier, Nassau-Weilburg und zuletzt zum Herzogtum Nassau.

## Geschichte
Kern des Amtes war die Burg Grenzau. 1346 eroberte Erzbischof Balduin von Trier in der Grenzauer Fehde die Burg. Philipp I. von Isenburg musste trotz seines Sieges am Gumschlag über die Koblenzer Bürgerwehr 1347 die Lehnsherrschaft Kurtriers anerkennen. 1460 erhielt Gerlach II. die Burg von Kurtrier als Lehen zurück. Nach dem Tod des Grafen Ernst von Isenburg-Grenzau fiel das Amt als erledigtes Lehen wieder an Kurtrier.
Am Ende des Heiligen Römischen Reichs 1806 bestand das Amt Grenzau aus den Kirchspielen Ransbach, Nauort und Breitenau und den folgenden Orten:
| Kirchspiel           | Ortschaft                                        |
| -------------------- | ------------------------------------------------ |
| Kirchspiel Ransbach  | Ransbach mit einer Mühle und dem Erlerhof        |
| Kirchspiel Ransbach  | Baumbach                                         |
| Kirchspiel Nauort    | Nauort mit dem Hof Walfeld                       |
| Kirchspiel Nauort    | Kammerforst                                      |
| Kirchspiel Nauort    | Sessenbach                                       |
| Kirchspiel Nauort    | Wirscheid                                        |
| Kirchspiel Nauort    | Caan                                             |
| Kirchspiel Nauort    | Grenzau                                          |
| Kirchspiel Breitenau | Breitenau mit den Höfgen Adenroth und Merkelbach |
| Kirchspiel Breitenau | Hirzen                                           |
| Kirchspiel Breitenau | Ellenhausen                                      |
| Kirchspiel Breitenau | Wittgert                                         |
| Kirchspiel Breitenau | Deesen                                           |
| Kirchspiel Breitenau | Oberhaid mit den Höfen Niederhaid und Winterroth |

Das Amt wurde 1803 im Reichsdeputationshauptschluss Nassau-Weilburg zugeordnet. Mit der Neuorganisation der Ämter im Herzogtum Nassau wurde es dem Amt Selters zugeordnet.